# Miuroglanis platycephalus
Miuroglanis platycephalus — вид риб з підродини Tridentinae родини Trichomycteridae ряду сомоподібні. Наукова назва походить від грецького слова mys, тобто м'язи, та латинського слова glanis — «сом». Єдиний представник роду Miuroglanis.

## Опис
Загальна довжина сягає 1,2 см. Голова коротка, сильно сплощена. Очі великі. Тулуб масивний, подовжений, стиснутий з боків. Спинний плавець подовжений, з гіллястими променями, розташований біля хвостового плавця. Жировий плавець відсутній. Грудні плавці видовжені, з короткою основою. Черевні плавці відсутні. Анальний плавець з гіллястими променями, короткуватий. Хвостовий плавець невеличкий, майже округлий на кінці.
Забарвлення світло-коричневе, лише на кінці голови — блідо-біле.

## Спосіб життя
Біологія вивчена недостатньо. Є демерсальною рибою. Воліє до прісних та прозорих вод. Зустрічається в невеличких струмках. Живляться детритом, рослинними залишками.

## Розповсюдження
Є ендеміком Бразилії — мешкає у притоках річки Солмйоес.